# 蒙圣佩尔
蒙圣佩尔（法語：Mont-Saint-Père，法語發音：[mɔ̃ sɛ̃ pɛʁ]）是法国上法蘭西大區埃纳省的一个市镇，属于蒂耶里堡区。

## 地理
蒙圣佩尔（49°4'31"N, 3°29'22"E）面积10.69 平方千米，位于法国上法蘭西大區埃纳省，该省份为法国北部内陆省份，北起北部省，西接索姆省和瓦兹省，东临阿登省和马恩省，西南至塞纳-马恩省，东北部与比利时接壤。
与蒙圣佩尔接壤的市镇（或旧市镇、城区）包括：沙尔泰沃、埃皮耶、福苏瓦、格朗、梅济穆兰、韦尔迪伊。

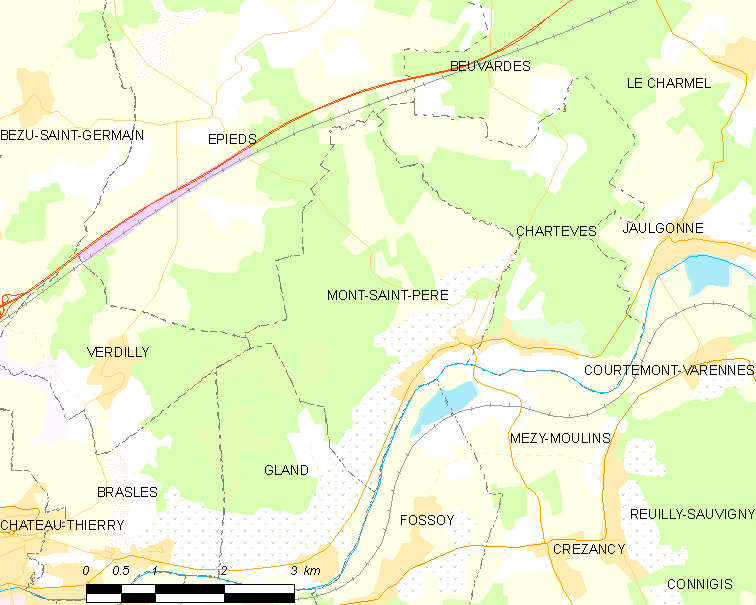
蒙圣佩尔的OSM定位图

蒙圣佩尔的时区为UTC+01:00、UTC+02:00（夏令时）。

## 行政
蒙圣佩尔的邮政编码为02400，INSEE市镇编码为02524。

## 政治
蒙圣佩尔所属的省级选区为蒂耶里堡县。

## 人口

1962-2008年间蒙圣佩尔人口变化图示

蒙圣佩尔于2022年1月1日时的人口数量为689人。